# Fors församling, Härnösands stift
Fors församling är en församling inom Svenska kyrkan i Södra Jämtland-Härjedalens kontrakt av Härnösands stift. Fors ingår i  Sydöstra Jämtlands pastorat och ligger i Ragunda kommun i östligaste Jämtland, Jämtlands län.
Församlingskyrkan heter Fors kyrka. 

## Administrativ historik
Församlingen har medeltida ursprung. 
Församlingen var till 1881 annexförsamling i pastoratet Ragunda och Fors som från omkring 1350 också omfattade Håsjö församling och Hällesjö församling och mellan 1589 och 1 maj 1873 även Stuguns församling. Från 1881 till 2016 utgjorde församlingen ett eget pastorat. Från 2016 till 2022 ingick församlingen med Ragunda församling i Fors och Ragunda pastorat, därefter ingår församlingen i Sydöstra Jämtlands pastorat. 